# Gaspard Adrien Bonnet du Louvat de Champollon
Pour les articles homonymes, voir Bonnet.
Adrien Gaspard Bonnet du Louvat de Champollon, né le 15 janvier 1737 à La combe petit village près de Jujurieux dans l'Ain et mort au même endroit le 12 mars 1810, est un général français de la Révolution et de l’Empire.

## Biographie
Adrien Gaspard Bonnet du Louvat de Champollon est issu d'une famille originaire du Bugey, il était seigneur de Craz-la-Combe. Il s'est marié le 17 février 1795 à Saint-Jean-le-Vieux à Françoise Gallien de la Chaux.
Il entre en service le 12 novembre 1755, comme lieutenant au régiment de Foix, et il sert en Allemagne de 1757 à 1758. Il est nommé capitaine le 28 août 1762, et il est réformé en 1763. 
Replacé dans une compagnie le 19 juin 1765, il est capitaine commandant la compagnie de chasseurs à la formation le 1er juillet 1776. Il est fait chevalier de Saint-Louis le 4 septembre 1781. Il obtient le rang de major d'infanterie le 16 mai 1785, puis celui de lieutenant-colonel le 6 novembre 1791, à l'armée du Centre. Il est nommé colonel le 12 juillet 1792, et il est promu général de brigade le 26 mars 1793, à l'armée des Ardennes. Le 16 juillet 1793, il commande les troupes campées à Carignan sous Kilmaine, et il est élevé au grade de général de division le 30 juillet 1793.
Il est suspendu de ses fonctions comme noble le 20 septembre 1793, et il est relevé de sa suspension et autorisé à prendre sa retraite le 29 mai 1795.
Sous le Premier Empire il est maire de Jujurieux. 
Franc-maçon, initié en 1760 dans la loge Josué de Foix, Réaux-Croix en 1768, il est le secrétaire de Martinez de Pasqually, avec lequel il collabore dans l'élaboration du Traité de la réintégration.[source insuffisante]

## Sources
- Georges Six, Dictionnaire biographique des généraux & amiraux français de la Révolution et de l'Empire (1792-1814), Paris : Librairie G. Saffroy, 1934, 2 vol., p. 219